# شاخص نفت ترش آرگوس
شاخص نفت ترش آرگوس، (انگلیسی : Argus Sour Crude Index) به اختصار (ASCI) یک ابزار قیمت‌گذاری است، که توسط خریداران، فروشندگان و معامله گران نفت خام مورد استفاده قرار می‌گیرد. این شاخص اغلب در قراردادهای طولانی مدت بکار می‌رود.
شاخص آرگوس، که به صورت روزانه، توسط آرگوس مدیا منتشر می‌شود، قیمت نفت ترش آمریکا را تعیین می‌نماید...

## تصویب بازار
شاخص آرگوس، در سال ۲۰۰۹ به عنوان معیاری برای قیمت فروش نفت خام شرکت سعودی آرامکو تعیین گردید. در همین سال، این شاخص در معاملات نفتی کشور کویت و در سال ۲۰۱۰ نیز توسط عراق مورد استفاده قرار گرفت.